# Bradina translinealis
Bradina translinealis là một loài bướm đêm trong họ Crambidae.